# Бендґощ
Бендґощ (пол. Będgoszcz) — село в Польщі, у гміні Белиці Пижицького повіту Західнопоморського воєводства.
Населення — 71 особа (2011).
У 1975-1998 роках село належало до Щецинського воєводства.

## Демографія
Демографічна структура станом на 31 березня 2011 року:
|          | Загалом | Допрацездатний вік | Працездатний вік | Постпрацездатний вік |
| -------- | ------- | ------------------ | ---------------- | -------------------- |
| Чоловіки | 34      | 5                  | 25               | 4                    |
| Жінки    | 37      | 9                  | 23               | 5                    |
| Разом    | 71      | 14                 | 48               | 9                    |